# コングロマーチャント
コングロマーチャントとは商業用語の一つ。これはconglomerate（コングロマリット）とmerchantの合成語であり、複合の小売企業を意味する。コングロマーチャントとされている企業は本業が小売業であり、その傘下に様々な業種の企業を持っているような大企業である。その子会社は百貨店やスーパーマーケットや専門店などの同じ小売業の他に、金融業や不動産業や出版業やサービス業などの違った業種までもが含まれており、これらを一つのグループとして合成し、多角経営が行われている。